# Michele Scarponi
Michele Scarponi (Jesi, 25 september 1979 – Filottrano, 22 april 2017) was een Italiaanse wielrenner. Hij kwam onder andere uit voor de wielerploegen Lampre en Astana. In 2012 werd hij uitgeroepen tot winnaar van de Ronde van Italië 2011, nadat Alberto Contador vanwege een positieve dopingtest uit de uitslag geschrapt werd.

## Levensloop

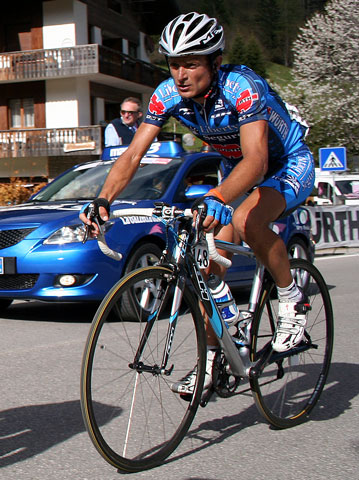
Michele Scarponi tijdens een koers (2004)

Scarponi werd in 2002 prof bij Acqua & Sapone. Tijdens zijn eerste twee jaren als prof bewees Scarponi veel talent te bezitten: hij won twee kleinere wedstrijden (de Ronde van de Abruzzen en een etappe in de Wielerweek van Lombardije, eindigde drie keer in de top twintig van een Grote Ronde en eenmaal als vierde in een Monument. Een jaar later brak hij, inmiddels in dienst van Domina Vacanze, definitief door, met eindzeges in de Vredeskoers en de Wielerweek van Lombardije, een tweede plaats in de Ronde van Oostenrijk, een vierde plaats in de Waalse Pijl en een zevende plaats in Luik-Bastenaken-Luik.
In 2005 verliet hij Domina Vacanze en ging voor het Spaanse Liberty Seguros rijden. Zijn twee jaren daar waren minder succesvol dan die bij Domina Vacanze.
In 2007 kwam Scarponi weer uit voor Acqua & Sapone – de ploeg waar hij zijn profcarrière ook begon – waar hij na lang zoeken naar een geschikte werkgever een contract kon tekenen. Op 8 mei 2007 bekende Scarponi aan het Italiaanse gerecht klant te zijn geweest bij de Spaanse dopingarts Eufemiano Fuentes.
Scarponi keerde op 3 augustus 2008 terug in het wielerpeloton tijdens de Ronde van de Apennijnen, rijdend voor Diquigiovanni-Androni Giocattoli. 2009 was voor de Italiaan een topjaar. Hij won zowel de slotrit als het eindklassement van de Tirreno-Adriatico en won de zesde (na een vlucht van bijna 250 kilometer, waarvan de laatste 11 solo) en achttiende etappe in de Ronde van Italië.
Het jaar 2010 begon goed voor Scarponi met een zege in een lastige bergrit in de Tirreno-Adriatico. Hij eindigde in het eindklassement als tweede, achter Stefano Garzelli, zij het slechts door het spel met de bonificatieseconden te verliezen. Ook won hij de klimtijdrit en het eindklassement in de Wielerweek van Lombardije. In de Giro startte hij met klassementsambities, en maakte die helemaal waar door sterke prestaties in de bergen en door zich een van de beste klimmers te tonen. Hij won de etappe naar Aprica over de historische Mortirolo en eindigde als vierde in het eindklassement. Daarnaast werd Scarponi nog 2e in de Ronde van Lombardije.
In 2011 behaalde Scarponi, bovendien in de kleuren van zijn nieuwe werkgever Lampre, zijn eerste zege in de Ronde van Sardinië, waarin hij de afsluitende etappe won. Ook werd hij tweede in de Giro, achter Alberto Contador. Contador werd op 6 februari 2012 voor een positieve test in de Tour van 2010 geschorst en moest zijn overwinning in de Giro van 2011 inleveren, waardoor Scarponi uiteindelijk tot winnaar werd uitgeroepen. In de Vuelta startte Scarponi als podiumkandidaat, maar kon deze aspiraties niet waar maken vanwege een druk en zwaar seizoen en gaf zelfs op. In de Ronde van Lombardije ontbrak hij vanwege een infectie aan de luchtwegen.
In 2012 eindigde Scarponi als vierde in de Ronde van Italië en startte hij voor het eerst in acht jaar weer in de Ronde van Frankrijk, waarin hij 24e werd. Later dat jaar kwam Scarponi in opspraak door te bekennen dat hij contact heeft gehad met dopingarts Michele Ferrari. Hij werd door zijn team Lampre op non-actief gezet.
Op 12 december 2012 maakte het Italiaans Olympisch Comité (CONI) bekend dat Scarponi met terugwerkende kracht (1 oktober) voor drie maanden werd geschorst.
Scarponi ging in het seizoen 2014 voor het Kazachse Astana Pro Team rijden.
Op 17 april 2017 won Scarponi een rit in de Ronde van de Alpen en was hij één dag drager van de leiderstrui. Vijf dagen later kwam hij op 37-jarige leeftijd om het leven nadat hij tijdens een trainingsrit in zijn woonplaats Filottrano in aanrijding kwam met een bestelwagen.

## Palmares

### Overwinningen
2002
3e etappe deel B Wielerweek van Lombardije
2003
3e etappe Ronde van de Abruzzen
2004
4e etappe Internationale Wielerweek
1e en 2e etappe Wielerweek van Lombardije
 Eindklassement Wielerweek van Lombardije
4e etappe Vredeskoers
 Eindklassement Vredeskoers
2007
2e etappe Internationale Wielerweek
 Eindklassement Internationale Wielerweek
2009
6e etappe Tirreno-Adriatico
 Eindklassement Tirreno-Adriatico
6e en 18e etappe Ronde van Italië
2010
4e etappe Tirreno-Adriatico
Proloog Wielerweek van Lombardije
 Eindklassement Wielerweek van Lombardije
19e etappe Ronde van Italië
2011
5e etappe Ronde van Sardinië
4e etappe Tirreno-Adriatico
3e etappe Ronde van Catalonië
 Eindklassement Ronde van Catalonië
 Eindklassement Ronde van Trentino
 Eindklassement Ronde van Italië
2013
Grote Prijs van de Etruskische Kust
2015
2e etappe Ronde van Burgos (ploegentijdrit)
2016
1e etappe Ronde van Trentino (ploegentijdrit)
2e etappe Ronde van Burgos (ploegentijdrit)
2017
1e etappe Ronde van de Alpen

### Resultaten in voornaamste wedstrijden
| Jaar | Ronde van Italië | Ronde van Frankrijk | Ronde van Spanje |
| ---- | ---------------- | ------------------- | ---------------- |
| 2002 | 18e              |                     |                  |
| 2003 | 16e              |                     | 13e              |
| 2004 |                  | 32e                 |                  |
| 2005 | 47e              |                     | 12e              |
| 2006 | opgave           |                     |                  |
| 2007 |                  |                     |                  |
| 2008 |                  |                     |                  |
| 2009 | 32e (2)          |                     |                  |
| 2010 | 4e (1)           |                     |                  |
| 2011 | ↑                |                     | opgave           |
| 2012 | 4e               | 24e                 |                  |
| 2013 | 4e               |                     | 15e              |
| 2014 | opgave           | 49e                 |                  |
| 2015 |                  | 41e                 |                  |
| 2016 | 16e              |                     | 11e              |

| Jaar | Milaan-San Remo | Amstel Gold Race | Luik-Bast.‑Luik | Ronde van Lombardije | Waalse Pijl | Parijs-Tours |  | WK op de weg |  | Wereldranglijsten |
| ---- | --------------- | ---------------- | --------------- | -------------------- | ----------- | ------------ |  | ------------ |  | ----------------- |
| 2002 |                 |                  |                 |                      |             |              |  |              |  |                   |
| 2003 |                 | 7e               | 4e              |                      | 65e         | opgave       |  |              |  | 13e (UWB)         |
| 2004 |                 | 22e              | 7e              |                      | 4e          | opgave       |  |              |  | 18e (UWB)         |
| 2005 | 133e            |                  |                 | opgave               |             |              |  |              |  | 113e (UPT)        |
| 2006 |                 |                  |                 |                      |             |              |  |              |  |                   |
| 2007 |                 |                  |                 |                      |             |              |  |              |  |                   |
| 2008 |                 |                  |                 | 57e                  |             |              |  |              |  |                   |
| 2009 | 46e             | 17e              | 34e             | 88e                  | 28e         |              |  | opgave       |  | 34e (UWK)         |
| 2010 | 30e             |                  |                 | ↑                    |             |              |  |              |  | 12e (UWK)         |
| 2011 | 6e              |                  |                 |                      |             |              |  |              |  | 4e (UWT)          |
| 2012 |                 |                  | 8e              |                      |             |              |  |              |  | 22e (UWT)         |
| 2013 |                 |                  | 5e              | opgave               |             |              |  | 16e          |  | 16e (UWT)         |
| 2014 |                 |                  |                 | opgave               |             |              |  |              |  | 137e (UWT)        |
| 2015 | 21e             |                  | 41e             | opgave               | 18e         |              |  |              |  | 89e (UWT)         |
| 2016 |                 |                  |                 |                      |             |              |  |              |  | 90e (UWT)         |

### Resultaten in kleinere rondes
| Jaar | Tirreno-Adriatico | Internationale Wielerweek | Ronde van Catalonië | Ronde van Trentino  | Wielerweek van Lombardije |
| ---- | ----------------- | ------------------------- | ------------------- | ------------------- | ------------------------- |
| 2002 |                   | 8e                        |                     | 11e                 |                           |
| 2003 |                   | 6e                        |                     |                     |                           |
| 2004 |                   | (1)                       |                     |                     | (2)                       |
| 2005 | 61e               |                           |                     |                     |                           |
| 2006 | 58e               |                           |                     |                     |                           |
| 2007 | 9e                | (1)                       |                     | Zilver              |                           |
| 2008 |                   |                           |                     |                     |                           |
| 2009 | ↑ (1)             |                           |                     |                     |                           |
| 2010 | ↑ (1)             |                           |                     | 4e                  | (1)                       |
| 2011 | ↑ (1)             |                           | ↑ (1)               | Algemeen klassement |                           |
| 2012 | 7e                |                           |                     | 44e                 |                           |
| 2013 |                   |                           | ↑                   | 35e                 |                           |
| 2014 | 9e                |                           |                     | 8e                  |                           |
| 2015 | 23e               |                           |                     |                     |                           |
| 2016 | opgave            |                           |                     | 14e                 |                           |
| 2017 | 15e               |                           |                     | 4e (1)              |                           |

(*) tussen haakjes aantal individuele etappe-overwinningen

## Ploegen
- 1988 – 1997 –  Pieralisi (jeugd)
- 1998 – 2000 –  Zalf
- 2001 –  Site-Frezza
- 2002 –  Acqua & Sapone-Cantina Tollo
- 2003 –  Domina Vacanze-Elitron
- 2004 –  Domina Vacanze
- 2005 –  Liberty Seguros-Würth Team
- 2006 –  Astana-Würth Team [a]
- 2007 –  Acqua & Sapone (tot 30-4)
- 2008 –  Serramenti PVC Diquigiovanni-Androni Giocattoli (vanaf 1-8)
- 2009 –  Serramenti PVC Diquigiovanni-Androni Giocattoli
- 2010 –  Androni Giocattoli
- 2011 –  Lampre-ISD
- 2012 –  Lampre-ISD
- 2013 –  Lampre-Merida
- 2014 –  Astana Pro Team
- 2015 –  Astana Pro Team
- 2016 –  Astana Pro Team
- 2017 –  Astana Pro Team

1. ↑  Tot eind mei heette de ploeg Liberty Seguros-Würth, maar na het wegvallen van Liberty Seguros en het aantrekken van Astana als sponsor, werd de naam meerdere malen gewijzigd.